# Гезиты
Гезиты (англо-сакс.: gesithes; лат. comites) — слой военной служилой знати в ранний период существования англосаксонских королевств в Британии. В социальном отношении гезиты противостояли свободным крестьянам — керлам и дали начало прослойкам тэнов и эрлов, составившим позднее феодальный класс англосаксонского общества.
Древнеанглийское слово «гезит» означало первоначально товарища, соратника и свидетельствовало о том, что гезиты представляли собой на ранних этапах истории Англии членов королевской дружины. Институт военных соратников короля благородного происхождения существовал ещё у древних германцев и был перенесён англами, саксами и ютами в Британию в V веке. Переселение уничтожило аристократический принцип формирования этого социального слоя, однако военный характер ранней англосаксонской знати продолжал существовать. Обязанность сопровождать короля в походах и лично участвовать в его военной дружине оставалась важнейшим социально образующим фактором для прослойки гезитов.
Гезиты представляли собой второй из двух основных классов, образующих раннее англосаксонское общество. Их более высокий социальный статус по сравнению с керлами-крестьянами подчёркивался величиной вергельда, установленного за убийство гезита: 1200 серебряных шиллингов в Уэссексе против 200 шиллингов вергельда керла.
Особенностью социальной структуры первых англосаксонских королевств был тот факт, что высший социальный слой — гезиты — был служилым, а не аристократическим по происхождению. Статус гезита обеспечивался не фактом его рождения от знатного сеньора, а местом, занимаемым в королевской администрации. Старая германская знать полностью растворилась после переселения в Британию в однородном слое служилых людей и даже потомки королевских династий небольших англских и саксонских королевств Средней Англии после их вхождения в состав Мерсийской державы в VIII веке быстро потеряли свой особый статус. Титул гезита и его привилегии не имели наследственного характера.
Помимо военной функции гезиты выполняли роль представителей короля (англ. reeve) в провинциях и областях англосаксонских государств. В их компетенцию входило руководство местным ополчением (фирдом), обеспечение соответствия местной юстиции королевским указам и поддержание порядка в регионе. Некоторые из гезитов получали от короля право на изъятие причитающейся королю продуктовой ренты и других повинностей с определённой территории. В VIII веке эта практика стала сопровождаться изданием особых королевских хартий, закреплявших наследственные права гезита на такие земли, что привело к рождению особого типа обязательственных прав англосаксонской знати на земельную собственность — бокленда.
Расширение практики королевских пожалований земель гезитам на правах бокленда, а также имущественная дифференциация и усложнение административного аппарата англосаксонских королевств привело к расслоению гезитов. С VIII века сам термин «гезит» стал постепенно вытесняться новым названием служилых людей — «тэн», и к X веку полностью исчез из обращения. Кроме того произошло выделение прослойки высшей знати — эрлов (графов). Социальный статус и совокупность имущественных прав этих слоёв значительно отличались от соответствующих характеристик гезита.